# Québec
Québec (izgovor [kebɛk]) je površinom najveća pokrajina u Kanadi koja se nalazi na istoku zemlje, te druga nakon Ontarija po broju stanovnika. Pokrajina na zapadu graniči s pokrajinom Ontario i Hudsonovim zaljevom, na sjeveru s Hudsonovim tjesnacem i Ungavskim zaljevom, na istoku s pokrajinama Newfoundland i Labrador i Novi Brunswick, te na jugu s SAD-om (saveznim državama Maine, New Hampshire, Vermont i New York). Ovo je većinom frankofona pokrajina, te je to jedina kanadska pokrajina u kojoj engleski nije glavni službeni jezik na pokrajinskoj razini.
Glavni grad pokrajine i drugi po veličini grad je Québec koji se nalazi u regiji Capitale-Nationale, te kojeg nazivaju „starim glavnim gradom” (la vieille capitale) zato što je bio i glavnim gradom Nove Francuske, Donje Kanade, te Kanade. Najvažnije urbano područje je aglomerizacijsko područje Montréala gdje živi skoro polovica stanovnika pokrajine.

## Povijest
Prije dolaska Francuza na području Québeca su živjela brojna plemena indijanska plemena. Vlada Québeca priznaje jedanaest naroda kao autohtono stanovništvo na svom području. To su: Inuiti, Mohawki, Innusi, Kriji, Algonquini, Atikamekwi, Micmaci, Huroni, Abenaki, Maliseeti i Naskapi.

### Nova Francuska (1534. – 1763.)
20. travnja 1534. iz Saint-Maloa je isplovio Jacques Cartier s 61 mornarom i dva broda. Oni se prema povijesnim knjigama smatraju prvim Europljanima na kanadskom tlu (unatoč tragovima Vikinga koji su došli u Québec negdje oko 1000. godine). Jacques Cartier je postavio križ u današnjem gradu Gaspéu 1534. godine, te je uplovio u Saint Lawrence na svom drugom putovanju 1535. godine. Cartier je došao sve do sela Hochelaga (gdje se danas nalazi Montréal) gdje je istraživačka skupina provela zimu. Zbog odluke o osnivanju kolonije, Francusko kraljevstvo je odobrilo novu ekspediciju Jean-Françoisu de la Rocque de Robervalu. Ova kolonija je u teškim uvjetima izgubila mnogo ljudi, te je u rujnu 1543. napuštena. Zbog ostalih problema, većinom zbog ratova u Europi, prestao je francuski interes za Kanadu na više od pola stoljeća.
Počecima Nove Francuske, te istovremeno i Kanade, smatra se osnivanje mjesta Tadoussac 1600. godine, kojeg je osnovao Pierre de Chauvin. Ovo je mjesto kao prva francuska trgovačka postaja, postalo središte kitolova na tom području. Godine 1967. kardinal Richelieu je stvorio Novofrancusku kompaniju za razvitak Kanade. Iduće godine su ekspediciju od 400 članova uhvatili Britanci. Nakon kapitulacije Québeca, Britanci su zauzeli Québec i Akadiju te ih držali od 1629. do 1632. godine. Samuel de Champlain, koji se smatra ocem Nove Francuske i osnivač grada Québeca, je zarobljen, a Novofrancuska kompanija je propala. Nakon sporazuma u Saint-Germain-en-Layeu, Kraljevina Francuska je povratila koloniju 1632. godine. Godine 1640. u Novoj Francuskoj nije živjelo više od 500 osoba, irokeški ratovi i bolesti bili su glavni uzrok smrti u koloniji. Godine 1642., Paul de Chomedey de Maisonneuve osnovao je Ville-Marie (budući Montréal) koji je u to vrijeme bio tvrđava za obranu od Irokeza (prvi veliki irokeški rat trajao je od 1642. do 1667.).
Od 1627. do 1663. broj stanovnika se povećao na oko 2 500 osoba. U 35 godina u koloniju se doselilo oko 1 250 francuskih imigranata, većinom iz obalnih područja i lučkih gradova Francuske, kao i iz pariške regije. Godine 1663. ministar financija Jean-Baptiste Colbert uspostavio je kraljevsku upravu u Novoj Francuskoj. Područjem se upravljalo kao s francuskom pokrajinom pod okriljem namjesnika. Dvije godine kasnije u koloniju dolazi elitni vojni odred Carignan-Salières s ciljem svladavanja Irokeza. Godine 1666. intendant Nove Francuske, Jean Talon, organizira prvi popis stanovništva kojim je popisano 3 215 osoba. Zahvaljujući Talonovoj pronatalitetnoj politici, kao i dolasku 900 djevojaka koje je poslao kralj Luj XIV., slavne Kraljeve kćeri (filles du roi), stanovništvo kolonije je naraslo preko 6 700 do 1672. godine. Godine 1684., uz britansku pomoć, Irokezi započinju drugu seriju napada na francuska naselja. Dvije godine kasnije, Francuzi zauzimaju tri engleske utvrde na Hudsonovom zaljevu. Pod vodstvom Frontenaca, Francuzi izvršavaju serije napada na novoengleske postaje i istjeruju Engleze iz Akadije, Newfoundlanda i Hudsonovog zaljeva. Godine 1687. Francuska i Engleska potpisuju sporazum u Ryswicku čime je završen prvi međukolonijalni rat. 1701. godine, potpisan je i mir s Irokezima. Kolonija je u to vrijeme imala manje od 15 000 stanovnika. Potpisivanjem sporazuma u Utrechtu, 1713. godine, Francuska je ustupila Velikoj Britaniji Akadiju (Nova Škotska), Newfoundland i Hudsonov zaljev.
Sedmogodišnji rat (1756. – 1763.) između Velike Britanije i Francuske se bitno odrazio i na Sjevernu Ameriku. Godine 1755. guverner Nove Škotske Charles Lawrence je deportirao više od 7 000 Akadijaca na američku obalu, zbog straha od njihova uplitanja u sukob. Godine 1756. general Louis-Joseph de Montcalm dolazi u Novu Francusku s 3 000 vojnika. Godine 1759. britanski general James Wolfe i njegova vojska započinju desetotjednu opsadu grada Québeca koji kapitulira nakon bitke kod Abrahamove visoravni (tijekom koje su smrtno ranjeni i Montcalm i Wolfe). U proljeće iduće godine slijedi pokušaj ponovnog osvajanja grada koji započinje general Lévis s novom vojskom. Lévisova vojska opsjeda grad očekujući brodove iz Francuske koji su trebali doći u pomoć. Francuska flota je presretena kod rijeke Ristigouche, te pomoć nikad nije došla. Engleskom flotom došlo je 18 000 vojnika, te se Lévis povukao. Ubrzo nakon toga Britanci su zauzeli Montréal, čime je Nova Francuska osvojena.

### Britanska vlast (1763. – 1867.)
Od potpisivanja Pariškog mira 1763. godine, kojim je okončan Sedmogodišnji rat, Velika Britanija je i službeno zavladala područjem Nove Francuske. Ovim dogovorom Francuska je spasila svoje europske granice, ali je izgubila svoje prvo kolonijalno carstvo. Kralj Luj XV. i njegovi savjetnici sačuvali su Gvadalupu i pokušali umanjiti značaj gubitka Kanade opravdavajući se izgovorom da je kolonija preskupa, te da je to većinom ledeno područje bez prevelikog značaja za Francusko kraljevstvo. Samo su otoci Sveti Petar i Mikelon ostali u francuskom vlasništvu (kako bi Francuskoj bio omogućen ribolov u Americi). Kao svojevrsnu osvetu Velikoj Britaniji zbog ovog kolonijalnog gubitka, Francuska je pomogla SAD-u u ratu za nezavisnost. Nakon službenog preuzimanja francuskih teritorija, Velika Britanija proglašava ustav za Novu Francusku kojim ona postaje pokrajina Québec. Ovaj ustav je dugoročno predviđao asimilaciju kanadskih Francuza, od kojih se oko 2 000 vratilo u Francusku između 1760. i 1770. godine. Katolici su lišeni određenih prava slično kao i u Irskoj, a sve javne funkcije bile su omogućene samo protestantskoj manjini.
Sve do 1766. godine, Britanci su se borili protiv indijanskih plemena (kao Abenaki) koji su bili u savezništvu s Francuskom i koji su se pobunili pod vodstvom poglavice Pontiaca. Kako bi izbjegli širenje problema iz američkih kolonija na Kanadu, britanska vlada se je odlučila na otvoreniju politiku prema francuskim Kanađanima, te su poništili prije proglašeni ustav prema kojim je, između ostalog, protestantizam bio proglašen službenom religijom. Godine 1774. proglašen je drugi ustav kojim su ublaženi elementi asimilacije, te dozvoljeno pravo Kanađanima na upotrebu francuskog jezika, građanskog prava i prakticiranje katoličanstva. Ovim aktom je i povećan teritorij pokrajine, te je ona sad obuhvaćala i Velika jezera i protezala se sve do Saint Louisa.
Amerikanci u svojoj borbi za nezavisnošću napadaju Québec 1774. godine, te osvajaju cijelo područje Montréala, ali iduće godine ne uspijevaju u zauzimanju grada Québeca. Dolaskom velikog broja britanskog vojnog pojačanja, Amerikanci napuštaju pokrajinu. Francuski Kanađani su ostali neutralni u ovom sukobu, po preporuci Katoličke Crkve. Stjecanjem američke neovisnosti, Lojalisti su se nastanili u Québecu. Nezadovoljni brojnim pravima koja su dodijeljena francuskim Kanađanima, Englezi traže reforme koje su provedene novim ustavnim zakonom 1791. godine, čime je teritorij podijeljen rijekom Ottawom na Gornju Kanadu (današnji Ontario) i Donju Kanadu (današnji Québec).
Godine 1834. članovi Patriotske stranke (kao Papineau, Elzéar Bédard i Augustin-Norbert Morin) prezentirali su svoj politički program kojim izražavaju gubitak povjerenja u institucije britanske monarhije. Kako bi se zaštitili od zloupotrebe monarhijske moći prema francuskim Kanađanima, Papineau i njegova stranka traže izabranu vladu koja bi kontrolirala prihode i izglasavala zakone u Donjoj Kanadi. Iduće godine u Québec dolazi lord Gosford koji je postao novi namjesnik pokrajine, te koji je trebao smiriti reformiste. Godine 1837. nakon upornog odbijanja službenog Londona da razmotri zahtjeve reformista, izbija oružana pobuna. U isto vrijeme, neki Britanci se pobunjuju i u Gornjoj Kanadi s istim zahtjevima, tj. tražeći vlastitu vladu koja bi zamijenila onu koju nameće službeni London. Oružana pobuna u Donjoj Kanadi bila je pod vodstvom Louis-Josepha Papineaua koji je bio na čelu Patriotske stranke. Pobunu u Gornjoj Kanadi vodio je William Mackenzie. Obje pobune je kroz neko vrijeme ugušila britanska vlast.
Zajedno s propasti patriotske pobune gase se i liberalni pokreti u kvebečkom društvu. Zbog kočenja razvoja pokrajine kojeg izaziva bogata engleska elita (Family Compact) počinje veliki val emigracije francuskih Kanađana u Sjedinjene Države što obilježava povijest pokrajine u 19. stoljeću.
Kako bi istražili okolnosti pobune u Kanadi, službeni London je poslao lorda Durhama u istragu. U njegovu povijesnom izvještaju (Durhamov izvještaj) on preporučuje nastavak daljnje asimilacije francuskih Kanađana ujedinjavanjem dviju Kanada, te stvaranje zajedničke vlade. Zakon o uniji je u Londonu izglasan 1840. godine. Njime su Gornja i Donja Kanada dobile isti broj parlamentarnih zastupnika, a engleski je proglašen jedinim službenim jezikom. U ujedinjenoj Kanadi tada je živjelo oko 500 000 govornika engleskog i oko 600 000 govornika francuskog jezika. Anglofono stanovništvo je s vremenom prisvojilo naziv „Kanađani” koji se koristio od 17. stoljeća isključivo za stanovnike francuskog podrijetla.
Političke tenzije su se i dalje nastavile do novog izgreda 1849. godine, kada su pobunjenici zapalili parlament Ujedinjene Kanade koji se nalazio u Montréalu od 1843. godine. Izglasavanje zakona koji bi povratio prava francuskom stanovništvu, te im nadoknadio gubitke za vrijeme pobune 1837. – 1838. izazvalo je bijes britanskih ekstremista. Parlament se od tad selio između Québeca i Toronta sve do 1867. godine.
Godine 1849. reformisti osnivaju zajedničku vladu. Stranku su vodili Robert Baldwin u Gornjoj Kanadi i Louis-Hippolyte Lafontaine u Donjoj Kanadi. Zahvaljujući ovom osnutku vlade, smiruje se situacija na kanadskoj političkoj sceni. Godine 1864. počinju razgovori o potencijalnoj kanadskoj konfederaciji kojoj je službeni London dao potporu, te čak vršio pritisak za prihvaćanje ovog državnog uređenja.

### Kanadska federacija (1867.)
Nakon dogovora između konzervativne stranke Johna A. Macdonalda i liberalne stranke Georgea Browna, kojeg je podržao George-Étienne Cartier, Zakonom o britanskoj Sjevernoj Americi stvorena je kanadska konfederacija 1. srpnja 1867., kojoj su se pridružili i Novi Brunswick i Nova Škotska. Ovo je dovelo i do stvaranja pokrajina Québec i Ontario.
Ovim ustavnim zakonom definiraju se odnosi, te ovlasti između federalne vlade i pokrajinskih vlada. Kvebečani su pokušali ovim poretkom dobiti garanciju protiv asimilacije, te mogućnost upravljanja vlastitom sudbinom. Federalni parlament dodijeljeno je upravljanje obranom i vanjskom politikom, trgovinom, prijevozom, komunikacijama i prostorima namijenjenim domorodačkom stanovništvu, kao i upravljanje svim sektorima koja nisu izravno pod upravom lokalne zakonodavne vlasti. Ovaj parlament također je imao i mogućnost poništavanja lokalnih zakona, te neograničenu mogućnost oporezivanja čime su pokrajinama ostali samo izravni porezi na području pokrajine. Pokrajinske zakonodavne skupštine dobile su pravo odlučivanja na poljima kao što su obrazovanje, zdravstvo, građansko pravo i prirodni resursi. Što se tiče odlučivanja na polju imigracije i poljoprivrede, odlučivanje se vršilo na obje razine vlasti.
Ovaj ustav sadrži i posebne dijelove koji se odnose na očuvanje posebnih obilježja Québeca. Ustav priznaje i Kvebečko građansko pravo koje postoji uz britansko opće pravo koje se primjenjuje u ostalim pokrajinama, predviđa upotrebu i engleskog i francuskog jezika u parlamentu i zakonodavstvu, kao i na sudovima u Québecu, te predviđa osnivanje odvojenih škola za katoličke i protestantske zajednice u Québecu i Kanadi koje bi se financirale iz javnih fondova.

### Od Chauveaua do Duplessisa
15. srpnja 1867., Pierre-Joseph-Olivier Chauveau iz Konzervativne stranke, postao je premijer. Iduće godine stvoreno je Ministarstvo obrazovanja, ali taj sustav školovanja brzo je odbilo svećenstvo. Ministarstvo je ukinuto 1875., te je vraćen stari sustav. Zbog pritisaka svećenstva na biračko tijelo, papa je poslao svog izaslanika koji je treba prisiliti Crkvu u Québecu na smanjenje političkog sudjelovanja. Godine 1887., svećenstvo je predstavljalo oko 48 % predavača u katoličkim školama.
Godine 1910., unuk Louis-Joseph Papineaua, Henri Bourassa osnovao je novine „Le Devoir” koje su posvećene obrani francuskih Kanađana. On se žestoko suprotstavljao kanadskom uplitanju u Burski rat (1899.) i regrutiranju 1917. koje je sililo Kanađane na sudjelovanje u Prvom svjetskom ratu. Bourassa i njegov politički istomišljenik Lavergne uspjeli su progurati zakon o upotrebi francuskog u javnim poduzećima u Québecu, jer se do tad francuski nije upotrebljavao u željezničkom prometu, telefonskoj službi itd. Također, nacionalisti su uspjeli progurati i zakon o šumama i proizvodnji papira, što je povećalo industrijske kapacitete pokrajine.
Nasljednik Bourasse u borbi za prava francuskih Kanađana bio je povjesničar i katolički svećenik Lionel Groulx, kojeg mnogi smatraju duhovnim ocem kvebečkih boraca za slobodu. Godine 1931., Kanada je od Ujedinjenog Kraljevstva dobila široku autonomiju prema Westminsterskom statutu.
Godine 1936. konzervativna stranka Nacionalne unije (Union nationale) koja je osnovana godinu ranije, osvojila je vlast u Québecu. Njezin predsjednik Maurice Duplessis bio je na vlasti sve do 1939. godine, te ponovno od 1944. do 1959. godine. Pod Duplessisom, Québec je s obzirom na ostatak Kanade kasnio na područjima obrazovanja, gospodarstva i društvenih zakona. Crkva je ponovno zauzimala snažno političko mjesto, te je koristila svoj utjecaj među građanstvom kako bi održala postojeću konzervativnu vladu koja je branila društvene reforme i sindikalizam. Nakon smrti Duplessisa, politička moć Crkve je brzo oslabila pod liberalnom vladom Jeana Lesagea. Tijekom 1960-ih, Québec je ušao u veliku fazu modernizacije, zahvaljujući najviše brojnim gospodarskim reformama koje je provela Lesageova vlada. Za ovo razdoblje se među povjesničarima, sociolozima i politolozima ustalio naziv Tiha revolucija (Révolution tranquille).

### Od 1960. do danas
Za vrijeme Tihe revolucije pokrajina je društveno modernizirana, a brojne reforme promijenile su društvenu politiku, obrazovanje, zdravstvo i unaprijedile gospodarski razvoj. Među najznačajnijim potezima Lesageove vlade bila je nacionalizacija elektroenergetskog sektora. Taj sektor je dotad bio pod kontrolom engleskog oligopola u čijem su radu bili isključeni francuski Kanađani. Nacionalizacija ovog sektora velikim dijelom je bila zaslužna za veliki gospodarski rast pokrajine.
Modernizacija i emancipacija Québeca ponovno je oživjela ideju o nezavisnosti. Ideje o odcjepljenju još je jače potaknulo otvaranje službene delegacije Québeca u Parizu 1961. godine. Ovaj pokret postao je vrlo intenzivan u drugoj polovici 1960-ih, kada su se simpatizeri ove ideje organizirali u brojne separatističke skupine. Godine 1967., francuski predsjednik Charles de Gaulle došao je u Québec što je bio prvi službeni posjet šefa francuske države u ovu bivšu koloniju. Mnogobrojno mnoštvo de Gaullea je dočekalo kao osloboditelja uzvikujući separatističke parole, te je i sam Charles de Gaulle s balkona gradske vijećnice u Montréalu uzviknuo „Živio slobodni Québec !” (Vive le Québec libre !). Ovaj govor oštro su osudili anglofoni Kanađani i federalna vlada smatrajući da de Gaulle poziva na neovisnost pokrajine.
Od početka 1960-ih u pokrajini je počela djelovati ekstremistička skupina Fronta za oslobođenje Québeca (FLQ) koja je terorističkim napadima ugrožavala ciljeve koji su simbolizirali federalnu vlast i Ujedinjeno Kraljevstvo. U listopadu 1970. godine, FLQ je oteo britanskog tajnika za trgovinu Jamesa Crossa, a nekoliko dana kasnije i kvebečkog ministra rada Pierrea Laportea koji je kasnije ubijen. Ovo ubojstvo slijedilo je nakon što je kanadska vojska intervenirala na ulicama Montréala na zahtjev premijera Bourasse i gradonačelnika Drapeaua. U ovim akcijama uhićeno je više od 500 ljudi za koje se sumnjalo da imaju veze s FLQ-om, velikim dijelom sindikalaca i studenata. Ovi događaji poznati su pod nazivom „Listopadska kriza”. Nakon ove krize praktički je nestao ekstremizam među zagovornicima neovisnosti, a snažno ga je odbio i René Lévesque.
Godine 1968., osnovana je Kvebečka stranka (Parti québécois), pod vodstvom Renéa Lévesquea, koja se zalagala za nezavisnost. Ova stranka pobijedila je na pokrajinskim izborima 1976. godine, te izglasala skup zakona kojima se promiče i brani upotreba francuskog jezika. Proglašavanjem Povelje o francuskom jeziku (zakon 101), francuski je postao jedini službeni jezik u Québecu 1977. godine. Na referendumu 1980. godine, na kojem se odlučivalo o projektu Renéa Lévesquea o nezavisnosti pokrajine i međudržavnom povezivanju s Kanadom, samo 40 % stanovništva glasalo je za projekt. U noći 4. studenog 1981. federalni ministar pravosuđa sastao se sa svim pokrajinskim premijerima, osim Renéa Lévesquea, koji su potpisali novi kanadski ustav, što je događaj koji je u Québecu poznat kao Noć dugih noževa. Idući dan, stavili su Lévesquea pred svršen čin i pokušali ga privoliti na potpisivanje dokumenta što je on odbio. Iduće godine britanski je parlament odobrio ovaj novi ustav, ali bez suglasja Québeca, što je situacija i dan danas. Kasnije je kanadski vrhovni sud zaključio da nije potrebno dopuštenje svake kanadske pokrajine za odobrenje ustava.
Od 1985. do 1994. godine, Québecom vlada Liberalna stranka Québeca (PLQ) pod vodstvom Roberta Bourasse i Daniela Johnsona. U ovom razdoblju federalna je vlada dva puta pokušala privoliti 
Québec na prihvaćanje ustava. Prvi put je to bilo sporazumom kod jezera Meech 1987. godine. Ovaj sporazum je propao 1990., zato što su ga odbile priznati pokrajine Manitoba i Newfoundland. Drugi put bilo je to sporazumom u Charlottetownu 1992. godine, kojim bi se pravno precizirao status Québeca u Kanadi. Ovaj sporazum referendumom su odbili 56.7% svih Kanađana i 57% Kvebečana. Ovaj poraz doveo je do razdvajanja unutar vladajuće stranke.
Kvebečka stranka (PQ) vratila se na vlast 1994. godine, pod vodstvom Jacquesa Parizeaua uz obećanje o održavanju novog referenduma o neovisnosti Québeca. Ovaj referendum održan je 30. listopada 1995., a nezavisnost je odbijena s 50,6 %. Jacques Parizeau napustio je premijerski položaj 20. siječnja 1996., a zamijenio ga je šef Kvebečkog bloka, Lucien Bouchard. Bouchard i njegov nasljednik Bernard Landry za svojeg mandata nisu se bavili pitanjem neovisnosti, nego su se posvetili gospodarskim problemima. Od 2003. godine, na vlasti je ponovno PLQ na čelu s Jeanom Charestom.

## Zemljopis
Teritorij ove po veličini najveće pokrajine u Kanadi je najvećim dijelom slabo naseljen. U regiji Nord-du-Québec koja čini 43 % teritorija pokrajine, živi samo 40 637 stanovnika.  Više od 90 % površine Québeca je dio Kanadskog štita. Od vremena francuske kolonizacije i osnivanja Nove Francuske, teritorij Québeca je narastao od nekoliko desetaka kilometara na obalama rijeke Saint Lawrence do više od polovice sjevernoameričkog kontinenta, kolika je nekad kolonija bila. Današnja veličina pokrajine otprilike odgovara veličini Irana koji je 18. država na svijetu po veličini, tj. pokrajina je otprilike tri puta veća od Francuske ili tridesetak puta veća od Hrvatske.
Québec se nalazi na geografski raznolikom području. Podijeljen je u tri velika geološka područja, od sjevera prema jugu. Laurentinski plato čini oko 95% površine Québeca, te je dio kanadskog štita, jedne od najstarijih geoloških formacija na svijetu. Najviša točka Québeca je na planini Mont D'Iberville koja se nalazi blizu granice s Newfoundlandom i Labradorom na sjeveroistoku pokrajine. Teritorij Québeca je izrazito bogat zimzelenim šumama, te mnogim rudačama.
Québec raspolaže s nekima od najvećih rezervi slatke vode na svijetu, pretpostavlja se da u pokrajini se nalazi oko 3% svjetskih zaliha slatke vode koja zauzima oko 12% njezinog ukupnog teritorija. U pokrajini postoji oko pola milijuna jezera, od kojih 30 imaju površinu veću od 250 km², te 4 500 rijeka.

### Klima
U Québecu postoje tri glavne klimatske regije. U južnom i zapadnom Québecu, gdje živi najviše stanovništva, vlada vlažna kontinentalna klima (Dfb) s toplim i vlažnim ljetima, te suhim i hladnim zimama. Glavni klimatski utjecaji dolaze iz zapadne i sjeverne Kanade, te iz južnog i središnjeg područja SAD-a. Zbog ovakvih jakih vremenskih utjecaja iz Sjeverne Amerike i Atlantskog oceana, količina padalina je obilna tijekom cijele godine, te je njihov broj u mnogim područjima i veći od 1 000 mm, uključujući i preko 300 cm snijega u mnogim područjima. Tijekom ljeta zna biti tornada i oluja, ali manje često nego u južnom Ontariju.
U središnjem Québecu većinom vlada podarktička klima (Dfc). Ovdje vladaju duge i hladne zime, dok su ljeta topla, ali vrlo kratka zbog zemljopisne širine i velikog utjecaja arktičkih zračnih masa. Broj padalina je manji nego na jugu, osim na nekim uzvišenim područjima.
U sjevernoj regiji vlada arktička klima (ET), s vrlo hladnim zimama i kratkim hladnijim ljetima. Glavni klimatski utjecaji u ovom području su struje Arktičkog oceana (kao Labradorska struja) i arktičke kontinentalne zračne mase.

## Politika
Québec je jedna od deset pokrajina Kanade. Funkcionira na britanskom parlamentarnom režimu po Westminsterskom sustavu, kao i sve kanadske pokrajine. U Québecu zakonodavna vlast je podijeljena između Narodne skupštine (Assemblée nationale) i podguvernera (Lieutenant-gouverneur) koji je predstavnik kraljice u Québecu. U današnje vrijeme praktički svu zakonodavnu moć ima Narodna skupština. Izvršnu vlast ima vlada Québeca. Na čelu vlade nalazi se premijer s vijećem ministara.
Narodna skupština sastoji se od 125 zastupnika koji se izabiru općim glasovanjem. Zadnji izbori održani su 2007. godine.

### Status nacije
U studenom 2006. godine, kanadski premijer Stephen Harper iznio je prijedlog o priznavanju „Kvebečana kao nacije unutar ujedinjene Kanade”. Iako ovaj prijedlog nije imao nikakvu pravnu vrijednost, prihvaćen je s 266 glasova naspram 16, 27. studenog 2006. godine.
Iako je ovaj status dosta nejasan, istraživanja pokazuju da većina Kanađana ne podupire ovaj status, dok ga većina Kvebečana podupire.

### Politička podjela
Pokrajina Québec je službeno podijeljena u 17 upravnih regija (régions administratives), dok je tradicionalno podijeljena u 20 regija koje nemaju službeni status.

#### Upravne regije
Sedamnaest upravnih regija su:
| - 01 Bas-Saint-Laurent - 02 Saguenay–Lac-Saint-Jean - 03 Capitale-Nationale - 04 Mauricie - 05 Estrie - 06 Montréal | - 07 Outaouais - 08 Abitibi-Témiscamingue - 09 Côte-Nord - 10 Nord-du-Québec - 11 Gaspésie-Îles-de-la-Madeleine - 12 Chaudière-Appalaches | - 13 Laval - 14 Lanaudière - 15 Laurentides - 16 Montérégie - 17 Centre-du-Québec |

#### Turističke regije
Uz upravne postoji i podjela na turističke regije, to su:
| - Abitibi-Témiscamingue - Baie-James - Bas-Saint-Laurent - Cantons-de-l'Est - Centre-du-Québec - Charlevoix - Chaudière-Appalaches - Duplessis - Gaspésie - Îles-de-la-Madeleine | - Lanaudière - Laurentides - Laval - Manicouagan - Mauricie - Montérégie - Montréal - Nunavik - Outaouais - Québec | - Saguenay-Lac-Saint-Jean |

Više detalja ovdje.

## Stanovništvo
Broj stanovnika pokrajine je u rastu, iako je stopa fertiliteta najniža u Kanadi. Godine 2006. ova stopa bila je 1.62. Ova situacija je u kontrastu sa situacijom koja je bila prije 1960-ih, kad je Québec imao jednu od najvećih stopa fertiliteta u industrijaliziranim zemljama. Iako Québec predstavlja samo 24% stanovništva Kanade, broj međunarodnih posvajanja je najviši od svih pokrajina u Kanadi. Godine 2001., 42% međunarodnih posvajanja djece u Kanadi bila su u Québecu.

### Podrijetlo stanovništva
| Podrijetlo | stanovnika | postotak |
| ---------- | ---------- | -------- |
| "Kanađani" | 4,897,475  | 68.73%   |
| Francuzi   | 2,111,570  | 29.67%   |
| Irci       | 291,545    | 5.09%    |
| Talijani   | 249,205    | 3.70%    |
| Englezi    | 218,415    | 3.07%    |
| Škoti      | 156,140    | 2.19%    |
| Indijanci  | 130,165    | 1.83%    |
| Nijemci    | 88,700     | 1.24%    |
| Židovi     | 82,450     | 1.16%    |
| Haićani    | 74,465     | 1.05%    |

Prema kanadskom popisu stanovništva moguće je izreći pripadnost u više etničkih skupina (npr. oni iz rubrike Kanađani mogu se također izjasniti i kao Francuzi itd.) Tako zbroj etničkih skupina pokrajine iznosi više od 100%. U ovom popisu uključene su etničke skupine koje imaju više od 70 000 pripadnika.

### Vjerske skupine
Québec se razlikuje od ostalih pokrajina po velikom broju pripadnika Rimokatoličke Crkve. To je nasljedstvo kolonijalnih vremena, jer je u Novoj Francuskoj dozvoljeno naseljavanje samo katolicima.
Religijske skupine su:
- 90.2% kršćani
  - 83.3% rimokatolici
  - 4.7% protestanti
  - 1.4% pravoslavci
  - 0.8% ostali kršćani
- 7.1% ateisti/agnostici
- 1.5% muslimani
- 1.2% židovi

### Autohtono stanovništvo
Američki Indijanci žive na prostoru Québeca već tisućama godina. Trenutno predstavljaju oko 2% stanovništva pokrajine, ali su povijesno i kulturno vrlo važna skupina. Već nekoliko desetljeća traju pokušaji oživljavanja i očuvanja njihove kulture, te njihovih prava. Deset plemena američkih Indijanaca u Québecu dijele se u dvije jezične skupine: Huroni-Wendati i Mohawki dio su irokeške porodice, dok ostalih osam plemena pripadaju algonkijskoj skupini. 2003. godine indijansko stanovništvo u Québecu je imalo 159 905 pripadnika.

## Jezik
Québec je kao kanadska pokrajina poseban po tome što je francuski jedini službeni jezik na svim razinama. Francuski je također i jezik zajednice, te ga razumije i govori (barem na minimalnoj razini) 94,6 % stanovništva.
Kvebečani zaštićuju francuski jezik od federalne nadmoći engleskog jezika, te također čuvaju i kvebečki jezični standard (norme québécoise) čiji je regulator Kvebečki ured za francuski jezik (Office québécois de la langue française). Grad Québec smatra se kolijevkom francuske Amerike, jer je to najstariji frankofonski grad u Sjevernoj Americi.
| Jezik / Godina | 1951. | 1961. | 1971. | 1976. | 1981. | 1986. | 1991. | 1996. | 2001. |
| -------------- | ----- | ----- | ----- | ----- | ----- | ----- | ----- | ----- | ----- |
| Francuski      | 82,5% | 81,2% | 80,7% | 80,0% | 82,4% | 82,9% | 82,1% | 80,9% | 81,2% |
| Engleski       | 13,8% | 13,3% | 13,1% | 12,8% | 11,0% | 10,3% | 9,6%  | 8,3%  | 8,0%  |
| Allophones     | 3,7%  | 5,6%  | 6,2%  | 7,2%  | 6,6%  | 6,8%  | 8,3%  | 10,7% | 10,0% |
| Dvojezični     | -     | -     | -     | -     | -     | -     | -     | -     | 0,8%  |

### Kvebečki francuski
Francuski jezik u Québecu djelomično se razlikuje od standardnog oblika tog jezika. Prvi kolonisti u Novoj Francuskoj najvećim dijelom došli su sa zapada i sjevera današnje Francuske. Većinom su govorili regionalnim jezicima iz porodice oïl (langue d'oïl). Tako su na današnji oblik francuskog u Québecu snažno utjecali sjeverozapadni oblici francuskog, pogotovo normandijski, pikardski i poitevin-saintongeais.
Kvebečki francuski se također razvio i iz tadašnjeg francuskog dvorskog jezika. Dolaskom Kraljevih kćeri koje su većinom bile odgojene kraljevskim dvorskim jezikom, ovaj profinjen oblik francuskog je također znatno utjecao na današnji oblik francuskog jezika u Québecu.
Britansko osvajanje 1759. također je znatno utjecalo na jezik. Budući da su prekinute veze s Francuskom, jezik se počeo razvijati drugačije od jezika u kontinentalnoj Francuskoj. Na kvebečki oblik jezika snažno su počele utjecati riječi iz engleskog, a za razliku od jezika u Francuskoj, ovdje su se očuvali arhaizmi iz danas već izumrlih jezika Francuske, te su izmišljene i brojne nove riječi.

### Engleski jezik
Engleski je drugi po važnosti jezik u pokrajini, te je materinski jezik 572 085 stanovnika (7,9 % stanovništva). Govornici ovog jezika su većinom britanskog i keltskog podrijetla, tj. iz Irske i Velike Britanije (Engleska, Škotska, Wales). 50 060 osoba (0,7 %) smatra i engleski i francuski materinskim jezicima.
Zanimljiva je činjenica da su početkom 20. stoljeća u urbanim kvebečkim sredinama, poslije francuskog i engleskog bili najgovorniji keltski jezici. Iako su mnogi imigranti došli iz keltskih zemalja na Britanskim otocima, većinom Irci i Škoti koji su došli u 18. i 19. stoljeću, mnogi nikad nisu naučili engleski, te su s keltskih jezika s vremenom prešli na francuski. Danas keltski jezici više nisu govorni jezici u pokrajini, osim manje skupine škotskih potomaka u gradu Comptonu koji govore škotskim jezikom. Postoji još jedna zajednica govornika ovih jezika na otocima Madeleine.
Najveći broj govornika engleskog jezika živi u urbanom području Montréala. Iako je znanje engleskog dosta prošireno u pokrajini, broj izvornih govornika ovog jezika je u stalnom padu.

### Allophones
Prema podacima Kvebečkog instituta za statistiku, godine 2001. u pokrajini je živjelo 709 425 alofona (stanovnika čiji materinski jezik nije ni francuski niti engleski, ali koji razumiju najmanje jedan od ta dva službena jezika u Kanadi), tj. 10,1 % stanovništva. Vlada Québeca podupire doseljavanje frankofonih imigranata. Najveći broj imigranata dolazi iz Francuske, Belgije, bivše Jugoslavije, bivšeg Sovjetskog Saveza i drugih zemalja u razvoju, pogotovo iz frankofonih sjevernoafričkih zemalja.

## Kultura
U kulturnom smislu Québec je poseban kao najveće frankofono društvo u Sjevernoj Americi. Kvebečka kultura može se smatrati kulturom francuskih korijena, spojene s autohtonom indijanskom kulturom zajedno s velikim britanskim utjecajem.

### Glazba
Glazbena kultura u Québecu je iznimno raznolika. Od La Bolduce u 1920-ima i 1930-ima, sve do novijih glazbenih umjetnika, ovdje su djelovali brojni poznati autori, kompozitori i izvođači, kao: Félix Leclerc, Richard Desjardins, Raymond Lévesque, Robert Charlebois, Gilles Vigneault, Claude Léveillée, Michel Rivard, Lynda Lemay, Jean Leloup, te glazbene grupe : Beau Dommage, Harmonium, Les Cowboys Fringants, Loco Locass, Les Colocs, Mes Aïeux.
Poznati autori su i : Stéphane Venne, Luc Plamondon i Pierre Létourneau, te kompozitori : André Mathieu, André Gagnon, François Dompierre i Paul Baillargeon.
Među svjetski poznatim izvođačima su: Mylene Farmer, Ginette Reno, Diane Dufresne, Fabienne Thibeault, Bruno Pelletier, Jean Leloup, Luc De Larochellière,  Céline Dion, Garou, Isabelle Boulay, Simple Plan između ostalih.
Određeni izvođači smatraju se kvebečkim glazbenim umjetnicima, iako su izvorno iz drugih zemalja. Većina njih pjeva na francuskom, ali i na drugim jezicima kao što su engleski, talijanski, španjolski i arapski. Poznatiji od njih su Nanette Workman (SAD), Corneille (Ruanda), reper K-Maro (Libanon), Lara Fabian (Belgija).
Mnogi poznati kvebečki izvođači popularni su velikim dijelom u frankofonim zemljama, pogotovo u Francuskoj, Belgiji, Švicarskoj, Libanonu, kao i u mnogim afričkim zemljama.

### Sport
Kao i u ostatku Kanade, hokej na ledu se smatra nacionalnim sportom. Hokejski klub Canadien de Montréal osnovan 1909. dio je NHL-a (LNH), te jedan od njenih osnivača 1917. godine, kada je liga okupljala šest ekipa. Klizalište kluba nalazi se u Centre Bellu, te je s kapacitetom od 21 273 sjedala najveće u NHL-u. Canadiens de Montréal sudjelovali su 34 puta u finalu kupa Stanley, te ga osvojili 24 puta što je rekord lige. Rivalstvo ovog kluba s klubom Nordiques de Québec obilježilo je veliki dio kvebečke sportske povijesti. Ovaj klub se kasnije premjestio u Denver te se sad zove Colorado Avalanche.
U kanadskom nogometu pokrajinu i grad predstavlja klub Alouettes de Montréal. Sve do 2004. godine bejzbolski klub Expos de Montréal predstavljao je pokrajinu u MLB-u. Ovaj klub igrao je na Olimpijskom stadionu u Montréalu koji je po kapacitetu najveći stadion u Kanadi.
Velika nagrada Kanade je sportska automobilistička utrka Formule 1 koja se u Kanadi odvija od 1967. godine, a u Québecu se redovito održava od 1978. godine (osim 1987. kad nije održana VNK). Prvi pobjednik ove velike nagrade bio je kvebečki pilot Gilles Villeneuve koji je poginuo na kvalifikacijama za VN Belgije 1982. godine.
Québec nudi dugu zimsku sezonu za zimske sportove koja traje od studenog do travnja, s izvrsnim sniježnim uvjetima (tijekom zime od 3 do 15 metara, ovisno o regiji). Glavni skijaški centri su na područjima regije Estrie, na Laurentidima, u Charlevoixu i na Gaspeziji. Sportovi motornim sanjkama su također vrlo cjenjeni u Québecu. U prosincu 2006. udruga ovog sporta Fédération des clubs de motoneigistes du Québec okupljala je 84 611 članova. Oni su djelovali na 33 085 km uređenih staza kojima patrolira policija ili članovi iz nekog od 225 lokalnih klubova.

### Gastronomija
Prvi kolonisti koji su većinom bili seljaci, pripravljali su jela primjerena kvebečkoj rigidnoj klimi i svakodnevnom radu. Obiteljska kuhinja koja se temelji na tradicionalnoj francuskoj, razvijala se stoljećima, a često sadrži ribu, divljač, povrće i svježe voće. Primjeri ovih tradicionalnih jela su: tourtière, cipaille (mesne pite), bob sa slaninom, creton (svinjski namaz) i šećerna pita. Mnogo tradicionalnih jela poslužuje se u restoranima, dok su neka čuvana za posebne prilike kao što su blagdani. Poznati specijaliteti Québeca su i guščja jetra, kavijar i ledeno vino. Mnoge regije u Québecu imaju svoje posebne gastronomske specijalitete.
Što se tiče brze prehrane, poutine je tipično kvebečko jelo takve vrste, koje dolazi u više inačica i vrlo je popularno. Québec proizvodi oko 80 % svjetske količine javorovog sirupa. Proizvodnja se temelji na indijanskoj tradiciji, a sok se podvrgava isparavanju kako bi bio slađi, te se kao takav često koristi u palačinkama i mnogim drugim jelima.

## Religija
Rimokatolička Crkva imala je veliku ulogu u povijesti Québeca, te u njegovu kulturnom, političkom i društvenom razvoju. Prvi kolonisti u Novoj Francuskoj su svi odreda bili katolici. Godine 1627., kardinal Richelieu je zajedno s kraljem Lujom XIII. izdao kraljevski proglas, koji brani naseljavanje nekatolicima u Novoj Francuskoj. Ovaj proglas bio je najvećim dijelom ciljan na Židove i hugenote. Prije dolaska kršćanstva na području Québeca bile su razne domorodačke religije, koje djelomično postoje i danas.
Moć koju je Katolička Crkva imala mogla se primijetiti u svim kulturnim pogledima, od jezika, pa sve do umjetnosti. Nakon osnutka kolonije osnovane su župe, koje su bile usmjerene i prema pokrštavanju Indijanaca. Zlatno crkveno doba bilo je sredinom 19. stoljeća (oko 1840.), u kojem je Crkva imala vrlo visok društveni položaj i veliki utjecaj. Taj utjecaj je polagano nestao stoljeće kasnije postupnom promjenom kvebečkog društva u Tihoj revoluciji.
Za vrijeme britanske vlasti u pokrajinu su se naselile anglofone protestantske zajednice. Godine 1777. sagrađena je prva sinagoga u Montréalu, ali tek od 19. stoljeća ovdje živi značajniji broj Židova. U 20. stoljeću u metropolu su se doselile značajnije imigrantske zajednice iz Irske, Italije, Grčke, te Azije i Afrike, koje su sa sobom donijeli vlastite kulturne i vjerske običaje.

## Gospodarstvo
Québec ima vrlo raznoliko postindustrijsko gospodarstvo. Iako Québec ima ogromne prirodne resurse, njegov gospodarski rast se većinom temelji na novim tehnologijama. Pogotovo je važna zračna industrija, posebno u Montréalu, gdje djeluju proizvođači kao Bombardier, Pratt & Whitney Canada i CAE. Montréal se smatra drugim svjetskim centrom u ovoj industriji, nakon Seattlea i ispred Toulousea. Ovo čini Québec četvrtim na svijetu igračem na ovom tržištu. Industrija videoigara se snažno razvila zadnjih godina, uz prisustvo velikih poduzeća kao što su Electronic Arts, Ubisoft, Softimage i Eidos. Ova industrija zapošljava oko 10 000 osoba, a investicije koje su uložene zadnjih godina broje nekoliko stotina milijuna dolara.
Zbog proizvodnje energije u velikim količinama i po niskoj cijeni, pokrajina proizvodi oko 10% svjetskog aluminija zahvaljujući kanadskom Alcanu i njegovom američkom konkurentu Alcoi. U skorije vrijeme gospodarstvo pokrajine našlo se pred velikim kočnicama razvoja: nepovoljna visina kanadskog dolara, divlja strana konkurencija (većinom iz Azije), visina cijena energije, kriza u šumskom sektoru, te opadanje američkog gospodarstva. Rast od 2,2 % 2006. godine je manji od kanadskog prosjeka od 3 %. U 2007. se predviđa rast od 2 %, dok je za 2008. predviđen oporavak. Ukupni BDP pokrajine je 230,6 milijardi USD po PKM-u, što je po stanovniku 30 143 USD, što je usporedivo s Francuskom ili Italijom.
70 % pokrajinskog BDP-a stvara uslužni sektor. Stopa nezaposlenosti u svibnju 2007. bila je 7,2 % što je više od nacionalnog prosjeka od 6 %. U Québec u djeluju mnoga međunarodna poduzeća kao: Alcan, Bombardier, Cirque du Soleil, Quebecor, Couche-Tard, Saputo itd.

### Znanost i tehnologija
Znanost i tehnologija su odlučujući faktori u gospodarskom položaju Québeca. Zbog svoje uloge u gospodarski rastućim sektorima, kao što je aeronautika, informacijska tehnologija, biotehnologija i farmaceutska industrija, Québec ima važnu ulogu u svjetskoj znanstvenoj i tehnološkoj zajednici. Značajnost u proizvodnji videoigri Québec je dobio ponajviše zahvaljujući Soft Imageu (kojeg je osnovao Daniel Langlois 1986. godine) i dolaskom Ubisofta u Montréal 1997. godine.

### Uvoz i izvoz
Zahvaljujući Svjetskoj trgovinskoj organizaciji (WTO ili OMC) i Sjevernoameričkom sporazumu o slobodnoj trgovini (NAFTA ili ALÉNA) Québec je vrlo kompetentan na međunarodnom tržištu. Zbog ovih sporazuma pokrajinski trgovinski odnosi s drugim državama su vrlo dinamični, što se vidi i po povećanju izvoza. Međunarodna razmjena je snažno pridonijela razvoju kvebečkog gospodarstva, pogotovo u pogledu zapošljavanja. Gotovo dvije trećine pokrajinskog izvoza realizira se izvan Kanade. Godine 2003. međunarodne kvebečki izvoz iznosio je 133 640 milijuna kanadskih dolara (oko 35% BDP-a), te je bio namijenjen SAD-u (83,2 %), Europi (9,6 %), Aziji (4,4 %) i Latinskoj Americi (1,5 %). Iste godine uvoz dobara i usluga iznosio je 130 691 milijuna kanadskih dolara. Većinom je dolazio iz SAD-a (37,4 %), Europe (29,3 %), Azije (18,6 %), Latinske Amerike (7,4 %), te iz Afrike i Bliskog istoka (6,0 %). Zemljopisna blizina SAD-a objašnjava činjenicu da je većina izvoza namijenjena tom tržištu.

### Turizam
Turizam je snažni gospodarski stup Québeca. Godine 2005. u turističkim djelatnostima je bilo direktno zaposleno 133 271 djelatnika.
Ovi djelatnici radi u oko 29 000 kvebečkih turističkih poduzeća. Procjenjuje se da je godine 2005. u Québecu bilo 28,3 milijuna turista. Od kojih su 75,7 % iz Québeca, 13 % iz ostatka Kanade, 7,6 % iz Sjedinjenih Država i 3,7 % iz ostalih zemalja. Godišnje turisti ostave 7,5 milijardi dolara u različitim sferama kvebečkog turizma.
Kvebečki turizam s 21 turističkom regijom nudi vrlo različitu ponudu. Pokrajina je bogata prirodnim atrakcijama, te je popularna i ljeti i zimi. U turističke atrakcije spadaju i mnogi muzeji, kasina, crkve, parkovi i rezervati. Vrlo je popularan i gastronomski turizam zbog raznolikosti ponude. Godišnje se u pokrajini odvija oko 400 događanja, što festivala, što proslava.

### Promet
Cestovna mreža uključuje oko 185 000 km autocesta, nacionalnih i regionalnih cesta i lokalnih putova, te oko 12 000 mostova, tunela i drugih konstrukcija.
U Québec se nalazi osam velikih luka namijenjenih robnom prijevozu. Godine 2003. preko kvebečkih luka je prošlo 3 886 brodskih tereta i 9,7 milijuna tona robe, većinom prometnom vezom rijeke Saint Lawrence.
Pokrajina raspolaže i s 6 678 km željezničke pruge koja je spojena s velikom sjevernoameričkom željezničkom mrežom. Iako je većinom namijenjena robnom prijevozu, kvebečka željeznička mreža igra važnu ulogu i u putničkom prijevozu.
Postoje dva tipa zračnog prijevoza: šira mreža i lokalna mreža. U širu mrežu spada 43 zračne luke koje nude svakodnevne zračne prijevozne usluge.
U Québecu postoji više autobusnih prijevoznih poduzeća koja nude svoje usluge širom pokrajine. To su Orléans Express, Intercar, Autocars La Chaudière, Autobus Maheux, Limocar, Autocars ADS, Autobus A1, Acadian Lines i Voyageur.

### Prirodni resursi
Velika gospodarska prednost Québeca je obilje prirodnih resursa, što pokrajini daje veliku gospodarsku prednost. Québec se ističe u rudarskom sektoru, gdje je jedan od deset najvećih svjetskih proizvođača. Također se ističe i u izrabljivanju šumskih resursa. Veliki dio pokrajine koji obiluje raznim resursima još nije dovoljno istražen. U pokrajini se nalazi oko 30 rudnika i 158 poduzeća koja se bave izrabljivanjem prirodnih resursa. Od oko tridesetak od raznih resursa koji se izrabljuju, najvažniji su: zlato, željezo, titanij, azbest, bakar, cink i srebro.
Oko 40 % mineralnog potencijala pokrajine je trenutno poznato. Godine 2003., vrijednost ove industrije dosegnula je 3,656 milijarde dolara. Najveći dio (90,5 %) kvebečkih šuma su u javnom vlasništvu. Šume pokrivaju više od polovice teritorija pokrajine, tj. 761 100 km². Šumovito područje Québeca prostire se na sedam stupnjeva zemljopisne širine.
U energetskoj bilanci pokrajine u zadnjih 20 godina dogodile su se velike promjene. Električna energija je od oblika energije po proizvodnji trenutno na prvom mjestu u pokrajini, a slijede je nafta i prirodni plin. Ovaj oblik energije gotovo u potpunosti proizvodi pokrajinsko krunsko poduzeće Hydro-Québec, koje upravlja s 83 elektroenergetske centrale na području Québeca. Godine 2000., Québec je bio četvrti svjetski proizvođač hidroelektrične energije, odmah poslije SAD-a, Brazila i Rusije.
Québec je trenutno uvoznik sirove nafte. Istraživanja koja se provode u pokrajini i koja su još ograničena bave se traženjem nafte i prirodnog plina. Više od tri petine sirove nafte koje kupuje Québec dolazi iz Sjevernog mora (Ujedinjeno Kraljevstvo i Norveška). Ostatak se uvozi iz Venezuele, Alžira, Meksika i Bliskog istoka.
Sa zapada Kanade (Alberta) pokrajina uvozi većinu plina. Tijekom zadnjih trideset godina u Québecu su izrabljivana dva nalazišta plina, jedno u Pointe-du-Lacu i jedno u Saint-Flavienu. Od 1980. godine, pokrajina je znatno razvila svoju plinsku mrežu.

## Vanjske poveznice
- (fr.)(engl.)(šp.) Službena stranica vlade Québeca  Arhivirana inačica izvorne stranice od 17. travnja 2008. (Wayback Machine)
- (fr.) Informacije o Québecu  Arhivirana inačica izvorne stranice od 7. rujna 2007. (Wayback Machine)
- (fr.)(engl.)(njem.)(šp.)(tal.) Službena turistička stranica Québeca
- (fr.) Kvebečki ured francuskog jezika
- (fr.) Izaslanstvo Québeca u Parizu  Arhivirana inačica izvorne stranice od 28. listopada 2007. (Wayback Machine)
- Karte pokrajine  Arhivirana inačica izvorne stranice od 28. veljače 2009. (Wayback Machine)
- Geografski položaj važnijih gradova Québeca  Arhivirana inačica izvorne stranice od 1. ožujka 2009. (Wayback Machine)